# Соуза Орестес, Ромуло
Ромуло Соуза Орестес Калдейра (порт. Rômulo Souza Orestes Caldeira; род. 22 мая 1987, Пелотас, Риу-Гранди-ду-Сул) — бразильский и итальянский футболист, полузащитник.

## Клубная карьера
Начинал свою карьеру Ромуло в скромных бразильских клубах из низших дивизионов. 10 июля 2010 года игрок перебрался в более известный «Крузейро», но заиграть ему там не удалось. Аренда в «Атлетико Паранаэнсе» тоже была неудачной. Тем не менее, в 2011 году его купила итальянская «Фиорентина». Итальянским клубом он использовался в системе ротации состава. Сезон 2013/14 Ромуло проводит на правах аренды в «Вероне». В этом клубе он отлично проявил себя и являлся одним из ключевых игроков.
В январе 2019 года Соуза отправился в аренду в «Лацио».

## Достижения
- Чемпион Италии (1): 2014/15
- Обладатель Кубка Италии (2): 2014/15, 2018/19
- Финалист Лиги чемпионов УЕФА (1): 2014/15